# Rekha Thapa
Rekha Thapa (nepalesisk: रेखा थापा) (21. august 1982) er en nepalesisk skuespillerinde.